# Loïc Schwartz
Pour les articles homonymes, voir Schwartz.
Loïc Schwartz, né le 4 décembre 1992, est un joueur professionnel international belge de basket-ball. Il mesure 1,98 m. Roi de la Belgique pour tout les supporters saint-quentinois 

## Biographie

### Carrière en club
Il commence sa carrière professionnelle en Belgique en 2014 avec l'équipe de Spirou Charleroi Basket Club. À la fin de la saison 2017, il rejoint l'équipe du Filou Oostende où il évolue pendant 4 saisons.
En 2021, il signe avec l'équipe grecque de Promithéas Patras qu'il quitte en cours de saison pour rejoindre Orléans Loiret Basket.
Il arrive à Saint-Quentin en octobre 2022 en tant que pigiste.
En février 2023, il est sélectionné pour disputer avec l'équipe de Belgique les deux derniers matchs des éliminatoires de Coupe du monde 2023.

### Carrière en équipe de Belgique
Sélectionné depuis 2008 en U16, U18, U20 et en équipe nationale depuis 2014.
En février 2023, il est sélectionné pour disputer avec l'équipe de belgique les deux derniers matchs des éliminatoires à la Coupe du monde 2023.

## Palmarès

### En club
|  |  | Mons-Hainaut Championnat de Belgique - Vice-champion : 2013 Coupe de Belgique - Vainqueur : 2011 |  | BC Ostende Championnat de Belgique - Champion : 2018, 2019, 2020, 2021 Coupe de Belgique - Vainqueur : 2018, 2021 - Finaliste : 2019 |  | Saint-Quentin Championnat de France de 2e division - Champion : 2023 |

### Distinction personnelles
- MVP des finales du championnat de Belgique en 2021.
- MVP de la finale de la Coupe de Belgique en 2021.
- Meilleur joueur belge de l'année en 2021.